# Kirsten Flagstad
Kirsten Malfrid Flagstad (Hamar, 12 luglio 1895 – Oslo, 7 dicembre 1962) è stata un soprano norvegese.

## Biografia e carriera
Nata ad Hamar, cittadina nei pressi di Oslo, da Michael Flagstad, direttore d'orchestra e dalla pianista Marie Johnsrud, Iniziò a dedicarsi alla musica fin dalla giovane età. 
Dopo aver compiuto gli studi al Conservatorio di Oslo, debuttò nel dicembre 1913 nel ruolo di Marta nel Tiefland di Eugen d'Albert ad Oslo. In seguito si perfezionò a Stoccolma con Gillis Bratt, intraprendendo la carriera come soprano lirico-drammatico in Norvegia e Svezia, sia nell'opera che nell'operetta. Nel 1932, a Oslo, interpretò Isolde Tristano e Isotta.
Dopo circa vent'anni di una carriera poco rilevante, nel 1933 fu scritturata al Festival di Bayreuth da Winifred Wagner, dove riuscì a mettersi in luce interpretando ruoli minori.
Nel 1934 ritornò al festival con acclamato successo, dove interpretò Brunilde nella Valchiria e Gutrune nel Crepuscolo degli dei.
La seconda, trionfale parte della sua carriera si svolse prevalentemente negli Stati Uniti (New York, San Francisco e Chicago) e alla Royal Opera House di Londra, dove cantò i maggiori ruoli del repertorio wagneriano e nel Fidelio di Beethoven.
Nel 1935 debutta al Metropolitan Opera House di New York nel ruolo di Sieglinde in Die Walküre. 
Nello stesso anno è Brünnhilde in Die Walküre con Lauritz Melchior ed Elisabeth Rethberg al San Francisco Opera.
Al Metropolitan la Flagstad interpreterà anche Isolde in Tristan und Isolde con Lauritz Melchior, Brünnhilde ne Il crepuscolo degli dei, Elsa in Lohengrin (opera), Elisabeth in Tannhäuser (opera) e Kundry in Parsifal (opera) nel 1935, Leonore in Fidelio nel 1936 e Senta ne L'olandese volante (opera) e Brünnhilde in Sigfrido (opera) nel 1937.
A San Francisco ancora nel 1935 è Brünnhilde ne Il crepuscolo degli dei e debutta il ruolo di Brünnhilde in Siegfried, nel 1936 Isolde in Tristan und Isolde diretta da Fritz Reiner, nel 1937 Leonore in Fidelio diretta da Reiner ed Elsa of Brabant in Lohengrin diretta da Reiner.
Al Wiener Staatsoper nel 1936 è Brünnhilde in Siegfried diretta da Felix Weingartner.
Durante la seconda guerra mondiale, la Flagstad tornò in Norvegia e si esibì solo in nazioni non coinvolte nel conflitto. 
Nel 1941 è Leonore-Fidelio nella replica e registrazione privata al Metropolitan Opera di "Fidelio" diretta da Bruno Walter.
Nel 1947 è Isolde in Tristan und Isolde diretta da Victor de Sabata con Gino Del Signore e Paul Schöffler al Teatro alla Scala di Milano e ritornò al Covent Garden di Londra, dove cantò per ventuno rappresentazioni in quattro stagioni consecutive (1948-51) iniziando nel 1948 con Hans Hotter come Isolde in Tristan und Isolde e Brünnhilde in Die Walküre, nel 1949 Brünnhilde in Siegfried e ne Il crepuscolo degli dei e nel 1951 Leonora in Fidelio con Elisabeth Schwarzkopf e Julius Patzak e Kundry in Parsifal.
Si esibì anche in Sud America, Brünnhilde in Die Walküre diretta da de Sabata con Max Lorenz (cantante) alla Scala nel 1949, nel Festival di Salisburgo come Leonore in Fidelio nel 1949 diretta da Wilhelm Furtwängler con i Wiener Philharmoniker, Patzak, Schöffler e Josef Greindl, nuovamente a San Francisco dal 1949 al 1950 quando interpreta Kundry in Parsifal.
Ancora nel 1950 è Brunehilde in Le crépuscule des dieux diretta da Georges Sébastian con Lorenz e Schöffler al Palais Garnier di Parigi, Brünnhilde diretta da Furtwängler in Sigfrido e nella ripresa alla Scala de Il crepuscolo degli dei con Lorenz nel 1950 e canta Vier letzte Lieder nella prima assoluta diretta da Furtwängler alla Royal Albert Hall di Londra.
Ritornò al Met per la stagione 1950-51, quando la direzione del teatro fu assunta da Rudolf Bing. 
L'ultima delle sue duecentosessanta apparizioni al Met fu nel 1952 nel ruolo di Alceste (Gluck) nell'opera omonima diretta da Alberto Erede con Schöffler.
Sempre nel 1952 tiene un concerto alla Scala dove tornerà l'anno seguente con altri due concerti con Hans Knappertsbusch.
Si ritirò dalle scene nel 1953 dopo aver cantato in Didone ed Enea di Henry Purcell al Mermaid Theatre di Londra, ma grazie alla miracolosa conservazione dei suoi mezzi vocali si esibì per altri due anni in concerti d'addio in giro per il mondo.
Nel 1957 è Alceste nella prima rappresentazione radiofonica nella DR (azienda radiotelevisiva) di Copenaghen di "Alceste".
Dal 1958 al 1960 è stata la direttrice generale del Den Norske Opera & Ballett (Opera di Oslo).
È deceduta a Oslo nel 1962, all'età di 67 anni, a causa di un tumore al midollo osseo.

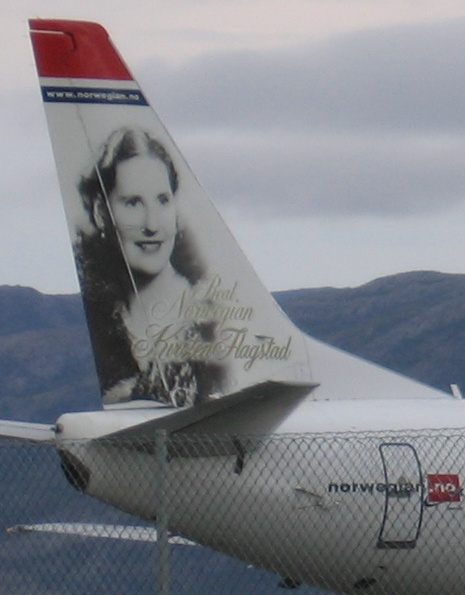
Norwegian Air Shuttle Kirsten Flagstad

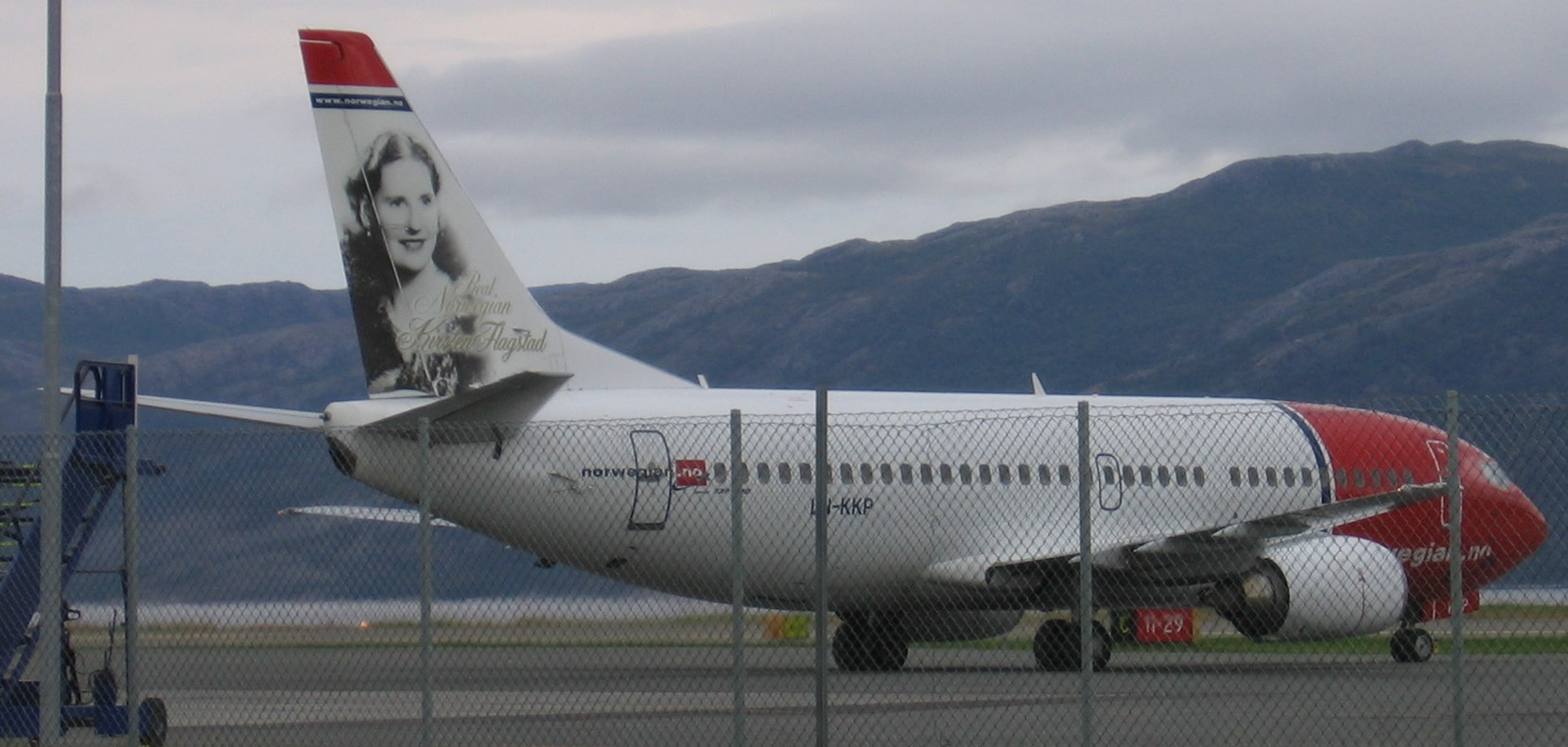
Norwegian Air Shuttle Kirsten Flagstad

## Vocalità e personalità interpretativa
Voce di bellissimo timbro, luminosa, estesa, vigorosa ma morbida, omogenea nei registri e sorretta da un'ottima preparazione tecnica.
Come attrice possedeva senso della misura, forte temperamento drammatico e imponente presenza scenica.
È considerata, insieme a Birgit Nilsson, come il più grande soprano wagneriano del XX secolo, grazie alla straordinaria potenza vocale e al fraseggio incisivo e ispiratissimo.

## Repertorio
- Richard Wagner
  - Il crepuscolo degli dei (Gutrune - Brunilde)
  - L'oro del Reno (Fricka)
  - La valchiria (Brunilde - Siglinda)
  - Sigfrido (Brunilde)
  - Lohengrin (Elsa)
  - I maestri cantori di Norimberga (Eva)
  - L'olandese volante (Senta)
  - Parsifal (Kundry)
  - Tannhäuser (Elisabeth)
  - Tristano e Isotta (Isotta)
- Carl Nielsen
  - Saul e David (Michal)
- Carl Maria von Weber
  - Il franco cacciatore (Agata)
  - Abu Hassan (Fatima)
  - Oberon (Reiza)
- Charles Gounod
  - Faust (Margherita)
- Eugen d'Albert
  - Tiefland (Marta)
- Georg Friedrich Händel
  - Rodelinda (Rodelinda)
- Giacomo Puccini
  - Tosca (Tosca)
- Giuseppe Verdi
  - Aida (Aida)
  - Un ballo in maschera (Amelia)
  - Otello (Desdemona)
- Christoph Willibald Gluck
  - Alceste (Alceste)
- Henry Purcell
  - Didone ed Enea (Didone)
- Ludwig van Beethoven
  - Fidelio (Leonora)
- Ruggero Leoncavallo
  - Pagliacci (Nedda)

## Discografia essenziale
- Mahler: Kindertotenlieder & Wagner: Wesendonk-Lieder - Kirsten Flagstad, 1958 Decca
- Purcell, Dido and Aeneas - Kirsten Flagstad, EMI Great Recordings of the Century
- Tristan und Isolde con Ludwig Suthaus, Kirsten Flagstad, Philharmonia Orchestra direttore Wilhelm Furtwängler, EMI Great recordings of the century: la direzione di Furtwängler, che ha del Tristan una visione ultraterrena, cosmica, ben si sposa col temperamento regale e quasi sacerdotale della Flagstad, dando a questa incisione un grande successo premiata con il Grammy Hall of Fame Award 1988;
- Tristan and Isolde (1936 Live Performance) - Fritz Reiner/Kirsten Flagstad/Lauritz Melchior/London Philharmonic Orchestra, VAI
- Wagner: Tristan und Isolde - Kirsten Flagstad/Metropolitan Opera Orchestra/Karin Branzell/Karl Laufkötter/Julius Huehn/Metropolitan Opera Chorus/Lauritz Melchior/Arnold Gabor/Emanuel List, Sony
- Der Ring des Nibelungen, con Ferdinand Frantz, Max Lorenz, Set Svanholm, Kirsten Flagstad, orchestra e coro del teatro La Scala, Milano, marzo 1950, apparso sotto diverse etichette, dalla Cetra alla Arkadia fino alla Archipel
- Das Rheingold con Kirsten Flagstad, Hans Hotter, Wiener Philharmoniker, direttore sir Georg Solti, etichetta Decca, 1958
- Wagner, Siegfried (Recorded January 30, 1937) - Artur Bodanzky/Lauritz Melchior/Kirsten Flagstad/Friedrich Schott/Metropolitan Opera Orchestra, MetOpera
- Wagner, Scenes & Arias - Kirsten Flagstad, EMI
- Flagstad, I recital per Decca (Wagner, Brahms, Schubert, Grieg, Sibelius, Schumann, Strauss ed altri) - Kirsten Flagstad Edition, Decca
- Kirsten Flagstad - EMI

Almeno per la prima parte della sua carriera, come per altri grandi del passato, le registrazioni della Flagstad derivano da spettacoli dal vivo al Metropolitan o al Colón; le più eccezionali opere artistiche sono per lo più in coppia con Lauritz Melchior. I direttori d'orchestra che più spesso ebbero frequentazioni artistiche con la Flagstad furono Erich Leinsdorf, Fritz Reiner, Wilhelm Furtwängler. L'ultima testimonianza sonora della Flagstad risale al 1958, anno della registrazione di Das Rheingold con i Wiener Philharmoniker diretti da sir Georg Solti.

## Videografia
- La valchiria di Richard Wagner [frammenti]. The Big Broadcast of 1938, Metropolitan Opera. 1938.